# Gynoplistia jocosa
Gynoplistia jocosa är en tvåvingeart som beskrevs av Alexander 1962. Gynoplistia jocosa ingår i släktet Gynoplistia och familjen småharkrankar. Inga underarter finns listade i Catalogue of Life.